# Burfjord
Burfjord (en kven: Puruvuono; en sami septentrional: Buvrovuotna) es el centro administrativo del municipio de Kvænangen en la provincia de Troms og Finnmark, Noruega. Es sede del concejo municipal. Cubre un área de 0,52 km², tiene 385 habitantes y una densidad de 740 hab/km².

## Ubicación
Burfjord se extiende en el límite norte de Troms, en las cercanías de la ruta europea E6, en la sección sinuosa de la región Nord-Norge. Se localiza en el extremo del Burfjorden, una sección del fiordo de Kvænangen. Se encuentra a 50km de Alta y de su aeropuerto.

## Servicios
Burfjord posee un banco, una oficina postal, una gasolinera, atención sanitaria, un hogar de ancianos, una escuela primaria, una tienda de víveres y es sede de la iglesia de Burfjord. 

## Demografía
La población se compone de indígenas sami, kven, y noruegos. Existen puestos de artesanía sami repartidos por el pueblo.

## Historia
La expansión de Burfjord es relativamente reciente. Antes del año 1500, la región sólo estaba habitada por indígenas. Algunos exploradores señalaron que no vivían noruegos en esa zona. En el siglo XVIII comenzó la colonización por parte de noruegos y fineses atraídos por el comercio. Al pasar el tiempo los habitantes kvæn fueron desplazados, aunque se nombró el área como Kvænangen en su memoria. Kvænangen fue en un principio parte de Skjærvøy, aunque se separó en 1861. Ya en el siglo XIX 19th Burfjord creció y fue nombrada capital del municipio.